# ظهران الجنوب
ظهران الجنوب هي مدينة سعودية تُعتبر العاصمة الإدارية لمحافظة ظهران الجنوب، التابعةلمنطقة عسير.

## سبب التسمية
سُمِّيت "ظهران الجنوب" بهذا الاسم بسبب تكوّنها من عدة مرتفعات جبلية ومسطحات مرتفعة. إذ يصل ارتفاع بعض الأماكن فيها إلى نحو 8000 قدم فوق سطح البحر، وهو ما يميزها ويُعطيها هذا الاسم.

## الموقع
تقع محافظة ظهران الجنوب في جنوب المملكة العربية السعودية وتابعة إداريًا لمنطقة عسير. تبعد عن مدينة أبها حوالي 130 كم جنوبًا على طريق الخميس - نجران، كما تبتعد عن نجران حوالي 110 كم.
تكتسب محافظة ظهران الجنوب أهمية استراتيجية منذ العصور القديمة؛ فهي تُعدّ من أقرب النقاط الحدودية إلى المملكة مع اليمن. تحتوي المدينة أيضًا على منفذ حدودي دولي هو "منفذ علب"، الذي يبعد عنها بحوالي 15 كيلومترًا.

## المناخ
تقع محافظة ظهران الجنوب على ارتفاع يتراوح بين 2100 و2570 مترًا عن سطح البحر، مما منحها جوًا معتدلًا في فصل الصيف وكثرة في الأمطار. تشتهر المدينة بالجبال العالية التي تتخللها الأودية الكبيرة، مما ساهم في تنوع الغابات فيها، مثل غابات الطلح والسدر. كما تكثر في المنطقة شلالات المياه الجارية التي تظهر بعد هطول الأمطار. من أبرز السدود المشهورة في المنطقة سد وادي عراعر، سد القبضة،وسد آل فروان، سد العشة، وسد الطلحة، التي تساهم في توفير المياه وحماية المنطقة من الفيضانات.

## تاريخ ظهران الجنوب
ظهران الجنوب لها تاريخ قديم منذ عصور قديمة جداً يدل على ذلك تلك النقوش والمناجم التي لا زالت تسطر ذلك التاريخ ومن هذه الآثار ذلك الطريق الذي سلكه أسعد أبو كرب تبع اليمن حيث شق لجيشه طريقاً عبر الجبال وقد سلك نفس الطريق أبرهة الأشرم حينما حشد جيشاً مشؤوماً لهدم الكعبة المشرفة ومن معالم ظهران الجنوب البارزة جبل شثاث ذلك الجبل الأشم الذي يزهو بخيلائه لونه الداكن الضارب إلى الزرقة يحاكي لون السماء ويتميز بارتفاعه الشاهق ويعتبر أعلى نقطة في منطقة بلاد وادعه حيث يستطيع متسلقه أن يرى من أعلى ذروته منطقة واسعة النطاق ويتمتع بجمال الأرض الممتدة على مرمى البصر وحينما تطل على سفحه الجنوبي تطالعك ظهران الجنوب وهي ترنو بعين حالمة وفي قمته ساحة منبسطة حينما تخطو في مدارجها يخيل إليك أنك تتألق في علياء السماء وتنزه في الآفاق بين السحاب يعانق أنفاسك شذى أزهار الخزامى ويرهف سمعك أهازيج الرعاة.
أضف إلى ذلك الأبراج والقصور الطينية القديمة والتي تجدها متناثرة في كل قرية والنقوش المحفورة على الأحجار والتي تؤكد أن ظهران الجنوب كانت منذ فجر التاريخ منطقة ازدهار حضاري.
وتعتبر محافظة ظهران الجنوب من أهم المحافظات في المنطقة الجنوبية لما تملكه من موقع استراتيجي وهام وحساس بالإضافة لما تملكه من آثار عريقة ومن أهمها طريق أصحاب الفيل.

## السياحة في ظهران الجنوب
امتد التطور ليشمل النواحي السياحية وبدأت ظهران الجنوب تشارك مدن الجنوب في لفت أنظار المصطافين الذي يستهويهم فيها رياضها الغناء وربوعها الفيحاء وجبالها الشماء ذات الكهوف والمغارات العجيبة ومياه عيونها الجارية وسهولها المنبسطة المعشبة فهي منطقة غنية بمصائفها وقراها الهادئة الوادعة التي يتوفر فيها إلى جانب الهدوء والهواء النقي المنعش الجو العربي والغابات الكثيفة والبساتين اليانعة التي تموج بثمارها الشهية حيث تحتوي على كل ما لذ وطاب والمنتزهات الجميلة المزدهية بزهور متنوعة الألوان وورود بديعة الأشكال يتضوع أريجها بين أفياء البساتين والوديان والمياه الزرقاء الصافية تتغلغل عبر الجداول والشعاب في مظهر بديع حيث تضافر بهاء الطبيعة الفطري مع يد الإنسان في رسم لوحة أنيقة مثيرة. فعلى مسافة ثلاثة كليو مترات تقريبا تقع جنوب ظهران الجنوب ضاحية _ القبضة _ والتي حباها الله جمال الطبيعة الساحرة فهي أشبه ما تكون بغيضة من أحواز الأندلس هذا بالإضافة إلى بعض الأودية الجبلية التي تنتشر على ضفاف أشجار السدر والكروم مثل وادى عراعر ووادي عين عبس وواد الضيق ووادي الشط ووادي المجزعة وهناك أيضا وادي الشعبة غرب ظهران والذي تتجلى فيه الطبيعة العذراء في أزهى صورها وهناك النجوع والغابات والمصايف ذات الأشجار الجميلة. ولغابات الكثيفة والتي يقضي المصطافون في ربوعها أسعد الأوقات حيث ينطلقون عبر الجبال والشعاب والوديان وفوق رمالها الذهبية وحصبائها المرجانية ينصبون خيامهم ليجدوا ما يروح عن نفوسهم ويجلب لهم البهجة و الانشراح. وفي منظر بديع تطالعك مدارج الجبال المغطاة بالأشجار والتي تنحدر منها الشعاب والوديان في انسياب بين المروج والتلال حتى إذا ما جاء فصل الربيع وهطلت الأمطار سالت تلك الشعاب بين متعرجات الجبال تروى الأرض الرحبة المعطاءة في السهل الممتد.

## الفنون والحرف في ظهران الجنوب
إن جمال ظهران الجنوب ليس فقط في مبانيها القديمة وبساتينها الجميلة وغاباتها الكثيفة وإنما أيضا في حسن أخلاق أهلها وعاداتهم وتقاليدهم الطريفة والتليدة وصناعاتهم الشعبية مثل الحياكة والتي هي أبرز الصناعات الصوفية التي لا يزال يقوم بها حرفيون مهرة فبعد أن تقوم النساء البدويات بغزل الصوف على شكل خيوط يأتي الحائك فيأخذ هذه الخيوط ويصبغها بعدة ألوان متجانسة وفقا لرغبة الزبون ومن ثم يقوم بنصب أدواته على الأرض كالمنوال ونحوه وينسج بعض المفروشات مثل اللحف والأبسطة وبيوت الشعر. وهناك صناعة المقالي والتي تصنع من الصخور ويقوم أرباب هذه الصناعة بعمل هذه الأدوات بمهارة ودقة بحيث ينحت صخرة ويقوم بصقلها وتهذيبها لتكون على شكل آنية صالحة لاستيعاب الماء والسمن واللبن وبعض الأكلات الشعبية الأخرى.
وفي ظهران تمتزج أصالة التراث وعراقة الماضي وروعة الحاضر حيث تزخر المنطقة الجميلة بتراثها الشعبي وفنونها المتوارثة مثل:

### الإقبال (الزامل)
وهو لون شعبي يعبر عن الرجولة والشهامة والشجاعة حيث يسير رجال وشباب القبيلة في صفوف متراصة مرددين الصوت وهناك جمع غفير من المستقبلين ثم تبدأ مراسم – المحاولة –بين الوجهاء من المستقبلين والضيوف الوافدين.

### الدوّار (القزوعي)
وهو لون شعبي اخر ويسمى – الدوار أو القزوعي – وفي هذه اللوحة التي تعبر عن تلاحم جماعي يشكل الجميع دائرة كبير ينتظم وسطها شيوخ ووجهاء القبائل ليقودوا العرضة التي تتعالى فيها الأهازيج على قصيد شعراء القبائل الجزل الرصين. فما أجمل هذه العادات والتقاليد التي تستمد أصولها من نبع الأخلاق الإسلامية الفاضلة والنخوة والشهامة العربية الأصيلة.